# Кетлін (Нижньосілезьке воєводство)
Кетлін (пол. Kietlin, нім. Kittelau) — село в Польщі, у гміні Немча Дзержоньовського повіту Нижньосілезького воєводства.
Населення — 205 осіб (2011).
У 1975-1998 роках село належало до Валбжиського воєводства.

## Демографія
Демографічна структура станом на 31 березня 2011 року:
|          | Загалом | Допрацездатний вік | Працездатний вік | Постпрацездатний вік |
| -------- | ------- | ------------------ | ---------------- | -------------------- |
| Чоловіки | 97      | 27                 | 66               | 4                    |
| Жінки    | 108     | 16                 | 68               | 24                   |
| Разом    | 205     | 43                 | 134              | 28                   |